# Harčiarka
Harčiarka (620 m) –  szczyt w Górach Czerchowskich na Słowacji. Wznosi się po południowo-wschodniej stronie zabudowań miejscowości Lúčka, pomiędzy dolinami potoków Lučanka (po zachodniej stronie) i Milpošsky potok (po wschodniej stronie). W południowym grzbiecie opadającym do doliny Torysy znajduje się niższy szczyt Harčiarky (559 m).
Stoki szczytu Harčiarka są częściowo porośnięte lasem, a częściowo bezleśne, pokyte polami uprawnymi miejscowości Lúčka